# Осада Углича
Осада Углича — осада и разорение Углича сторонниками Лжедмитрия II в 1609 году, в результате которого относительно крупный и богатый город был почти полностью разрушен и опустошён.

## Ход событий
Осенью 1608 году город уже переходил под власть самозванца. Это событие было, вероятно, добровольным, поскольку о каких-либо разрушениях на тот момент неизвестно. Однако польские воеводы и сборщики налогов вскоре настроили население Углича против себя. К концу года город восстал, но был вновь подчинён власти тушинцев отрядом полковника Тышкевича. Новый воевода Ловчиков также был ненавидим угличанами. Когда в апреле 1609 года к Угличу подошли правительственные войска во главе с Никитой Вышеславцевым, угличане приветствовали их, а ставленники тушинцев бежали из города. Однако вскоре царские полки вновь покинули Углич, чтобы присоединиться к формирующемуся войску Михаила Скопина-Шуйского. Недолгий период времени до следующего прихода тушинцев угличане использовали для укрепления крепости.
Предполагается, что гарнизон Углича составляли 500 стрельцов и до 2,5 тысяч ополченцев. Укрепления Углича состояли из кремля, примыкавшего к нему с южной стороны острога, а также опоясывавшего жилую застройку «Земляного города». Его вал и стены были менее мощными, чем вал и стены обеих внутренних крепостей. В периметр Земляного вала был включён ряд укреплённых монастырей, игравших роль бастионов. В целом, укрепления Углича были довольно мощными и сложными, но физически и морально устаревшими.
22 апреля 1609 года к Угличу вновь подступили тущинцы, состоявшие из польско-литовских интервентов и русских воровских людей. Первый их штурм закончился неудачей. С 4 по 21 мая шли под городскими стенами интенсивные бои, победителями в которых были угличане. Многие тущинцы были взяты в плен, а их предводители Фёдор Унковский и Иван Баклановский едва спаслись бегством. Однако к Угличу подошёл полк Яна Микулинского, прибывшего из-под Ярославля после неудачной осады. Всего силы осаждавших составляли около 8 тысяч человек. Попытка штурма города Микулинским также потерпела неудачу, в отместку его солдаты начали разорять окружающие слободы, сёла и деревни. Лисовчики уничтожили Никольский Грехозаруцкий Паисиев монастырь.
Ввиду приближения войска Скопина-Шуйского и Делагарди, Микулинский применил приём, испытанный накануне в Ярославле. В Углич для открытия городских ворот был послан предатель по имени Иван Пашин, который предварительно ознакомил поляков со слабыми местами обороны Углича. В отличие от осады Ярославля, в Угличе уловка поляков принесла им успех. В ночь с 15 на 16 июня они смогли хлынуть на улицы города и победить численно уступающий им гарнизон. В кровавой сече погибли защитники города и многие горожане. На следующий день поляки, по словам Угличского летописца, торжествовали свою победу, составили огромные костры, положили на них тела убитых и сожгли их.

## Последствия

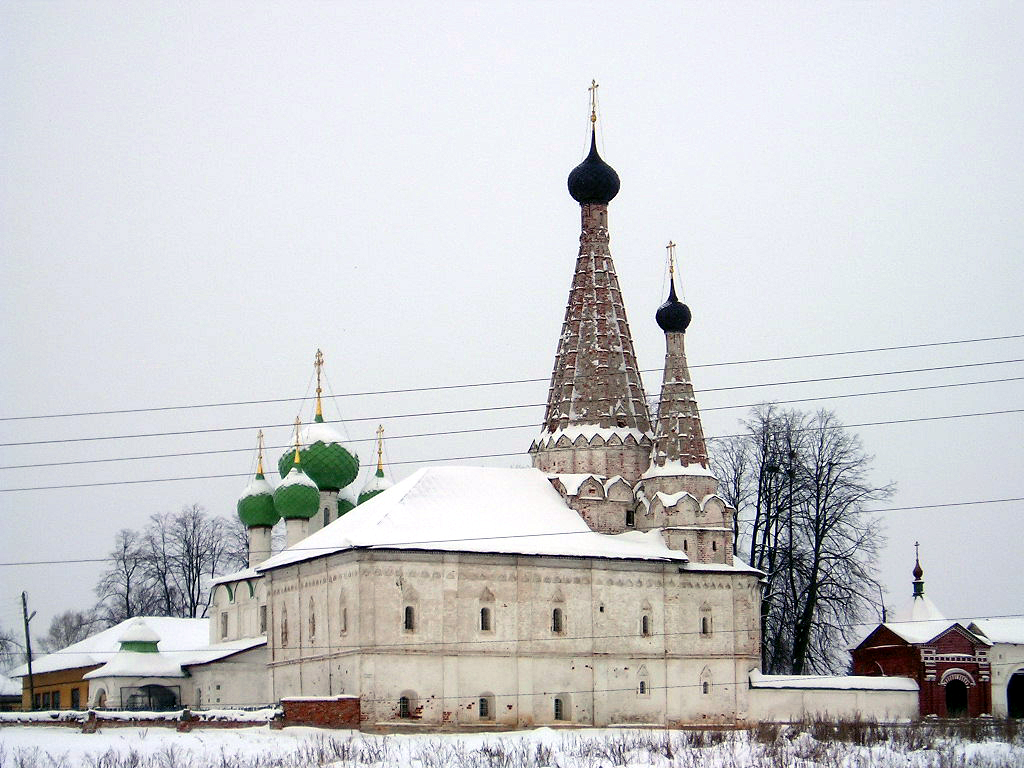
Успенская (Дивная) церковь Алексеевского монастыря (1628)

Сопротивление угличан позволило выиграть время Михаилу Скопину-Шуйскому, формирующему армию в Калязине, которая впоследствии очистила значительные русские земли от поляков и деблокировала Москву.
Хотя Углич сталкивался с интервентами и «воровскими людьми» в разные годы Смуты и считается некоторыми историками самым пострадавшим городом России в эту эпоху, именно разорение 1609 года больше всего подорвало его численность населения и благосостояние. Жителей города и окрестностей погибло около 40 тысяч человек. Были сожжены и разорены многие церкви и монастыри в округе, многие из которых больше не восстанавливались. В самом Угличе, по некоторым данным, по окончании Смуты оставалось лишь 695 человек. Некогда цветущий город превратился в развалины. Для возрождения Углича царь Михаил Фёдорович прислал в него после Деулинского перемирия пять тысяч человек на постоянное жительство. В 1628 году в Алексеевском монастыре в память о погибших угличанах была построена Успенская (Дивная) церковь — одно из первых каменных сооружений России, выстроенных по окончании Смутного времени.